# Hacienda

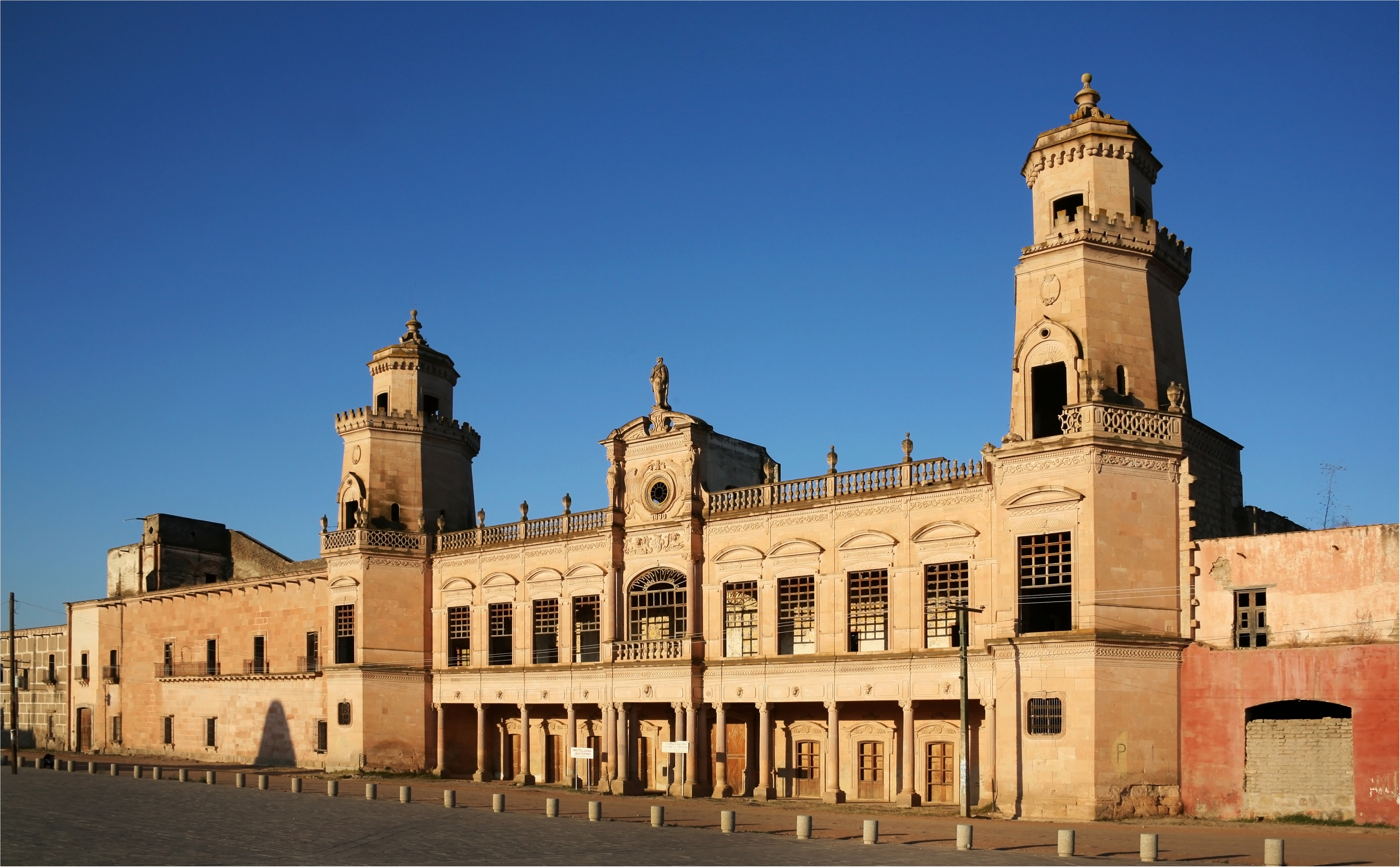
Jaral de Berrios, a gyarmatosítás korának talán legjelentősebb haciendája a mexikói Guanajuatóban

Az hacienda (spanyol, ejtsd: [aszienda] < latin FACIENDA ’tennivalók’) Amerikában a spanyol és portugál gyarmatosítások korában kialakult önellátó nagybirtok (latifundium)-fajta, amely általában egy személy vagy jómódú család tulajdonában állt. Ellentéte a kisbirtok (minifundium). Szűkebb értelemben a nagy kiterjedésű, alacsony befektetésű és hozamú állattenyésztő és gabonagazdaságot nevezik haciendának, szemben a viszonylag jól szervezett, belterjes, intenzív gazdálkodással rendelkező ültetvénnyel.
A több ezer hektár területű haciendákon mezőgazdasági termelés és állattenyésztés folyt, amely nemcsak a tulajdonosnak és az hacienda személyzetének teremtette meg a javait, hanem exportálási célból is termeltek, gyakran rabszolgákat is foglalkoztatva. Az hacienda jellegzetessége, hogy egyben a rajta dolgozó személyzet és a tulajdonos családjának otthonát is szolgálja a birtokon belül felépített – sokszor fényűző méretekkel és luxuskörülményekkel rendelkező – ház (amelyet szoktak „gazdaház” vagy „úrház” néven is említeni).

## Fordítás
- Ez a szócikk részben vagy egészben az Hacienda című spanyol Wikipédia-szócikk fordításán alapul.  Az eredeti cikk szerkesztőit annak laptörténete sorolja fel. Ez a jelzés csupán a megfogalmazás eredetét és a szerzői jogokat jelzi, nem szolgál a cikkben szereplő információk forrásmegjelöléseként.